# جون باكمان
جون باكمان (بالإنجليزية: John Bachman)‏ (و. 1790 – 1874 م) هو عالم طبيعة، وعالم حيواني من الولايات المتحدة الأمريكية . وكان عضواً في الأكاديمية الأمريكية للفنون والعلوم .
توفي في تشارلستون (كارولاينا الجنوبية)، عن عمر يناهز 84 عاماً.

## روابط خارجية
- جون باكمان على موقع الموسوعة البريطانية (الإنجليزية)